# Joel Mastbaum
Joel Mastbaum, także Mastbojm, Mostbaum (ur. 1882 lub 1884 w Międzyrzecu Podlaskim, zm. 12 kwietnia 1957 w Tel Awiwie) – żydowski pisarz tworzący w jidysz.

## Życiorys

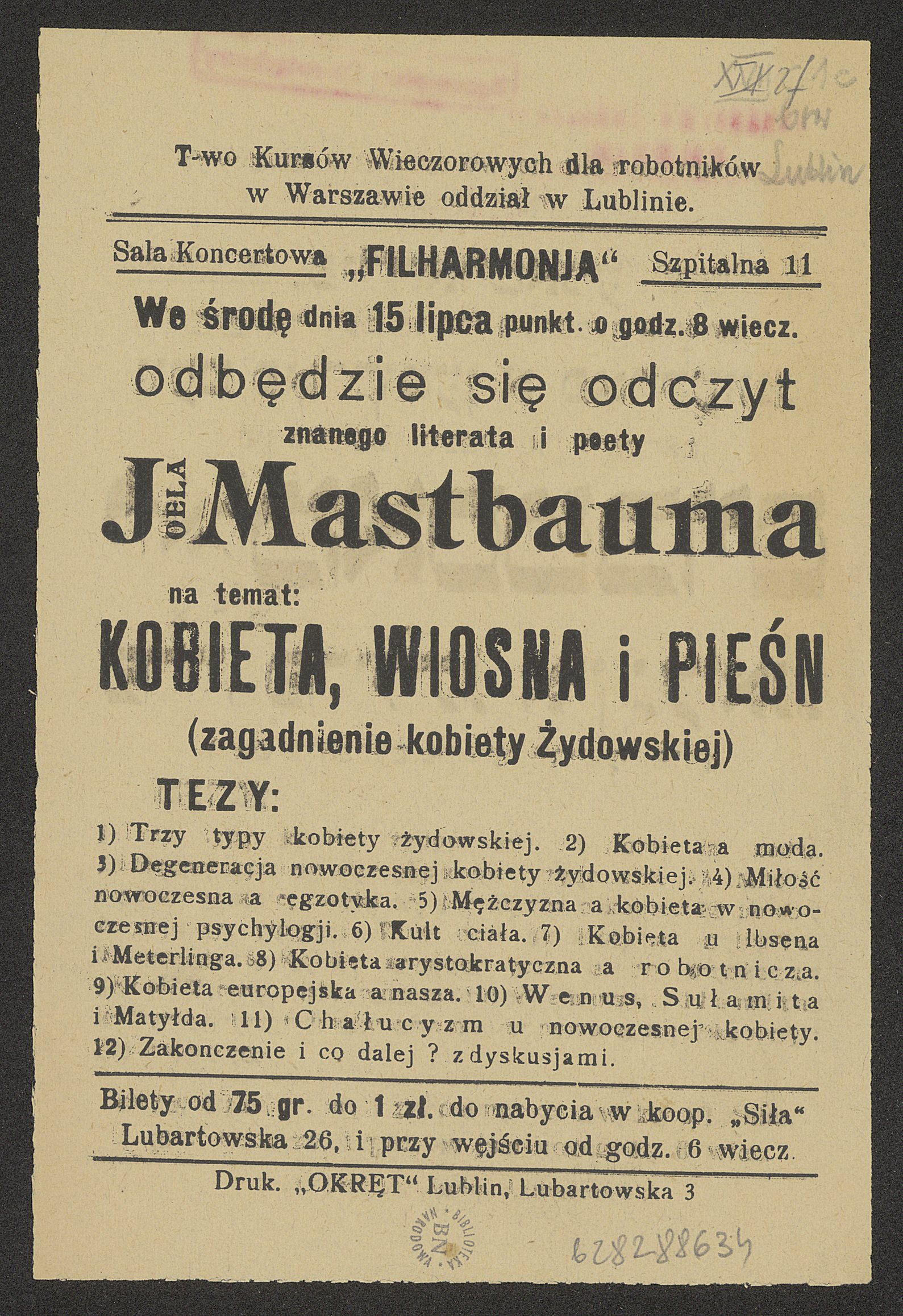
Ulotka reklamująca odczyt Mastbauma w Lublinie, lata 30.

Urodził się w 1882 lub 1884 roku w Międzyrzecu Podlaskim w dobrze sytuowanej rodzinie przedsiębiorców. Pobierał nauki w zmodernizowanym chederze. W 1905 roku wyjechał do Warszawy i wziął udział w wydarzeniach wokół rewolucji 1905 roku. Z początku utrzymywał się z malowania pokoi. Od 1906 roku publikował felietony, opowiadania, teksty podróżnicze i rozdziały powieści na łamach wielu czasopism jidyszowych, zaczynając od debiutu w „Der Weg”. Należał do kręgu młodych literatów zbierających się wokół Dawida Frischmanna. Tworzył dzieła literackie o charakterze romantyczno-impresjonistycznym. W 1912 roku ukazała się jego pierwsza książka pt. Szkicn un biłder („Szkice i obrazy”), zajmował się także redakcją dzieł zbiorowych. Jego pierwsze powieści Maritas glik i Fun rojtn łebn były kilkukrotnie wznawiane w jidysz i doczekały się tłumaczenia na hebrajski. W 1933 roku dokonał aliji i zaczął tworzyć opowiadania na temat życia w Palestynie. Wybuch II wojny światowej zaskoczył go, gdy odwiedzał Polskę, jednak udało mu się po dwóch miesiącach powrócić do Tel Awiwu. Te doświadczenia stały się kanwą artykułów prasowych i książki, która ukazała się po hebrajsku. Zmarł 12 kwietnia 1957 roku w Tel Awiwie, na krótko przed przyznaniem mu nagrody przez izraelski oddział Światowego Kongresu Żydów za wkład w kulturę żydowską.

## Wybrane dzieła
Za źródłem:
- Szkicn un biłder, 1923
- Maritas glik („Szczęście/Przypadki Marity”), 1923
- Fun rojtn łebn („Z czerwonego życia”), dwa tomy, 1921–1923
- Salamandra, 1926
- Nuchemkes wanderungen („Wędrówki Nachumka”), 1925
- Der kojech fun der erd („Siła tej ziemi”), 1951